# William Frischkorn
William Frishkorn (né le 10 juin 1981 à Charlottesville) est un coureur cycliste américain des années 2000. Passé professionnel en 2000 dans l'équipe Mercury, il a ensuite été membre de l'équipe Garmin-Slipstream jusqu'en 2009. Non conservé, il met un terme à sa carrière en 2009.

## Biographie
William Frischkorn devient professionnel en 2000 à l'âge de 18 ans. À l'occasion du Grand Prix de Plouay, il devient le plus jeune coureur à participer à une coupe du monde. Il se fait remarquer ce jour-là en faisant partie de l'échappée matinale. À la suite de la disparition de l'équipe Mercury en 2001, il retourne aux États-Unis où il court pour plusieurs équipes. En 2005 il intègre l'équipe TIAA-CREF composée de jeunes coureurs américains.
Il refait parler de lui lors du Tour de France 2008 où il est souvent à l'attaque et manque de peu la victoire à Nantes, où il termine deuxième derrière Samuel Dumoulin et devant Romain Feillu.

## Palmarès sur route et classements mondiaux

### Palmarès sur route
- 1998
  -  Champion des États-Unis sur route juniors
  - Tour de l'Abitibi
- 2002
  -  Champion des États-Unis sur route espoirs
  - 2e du championnat des États-Unis du contre-la-montre espoirs
- 2003
  - Tour de Delta :
    - Classement général
    - 3e étape

  - 3e du Tour des Flandres espoirs
  - 3e du championnat des États-Unis du contre-la-montre espoirs
- 2004
  - Colorado Cyclist Classic :
    - Classement général
    - 1re et 3e étapes

  - 2e de la Fitchburg Longsjo Classic
- 2005
  - Prologue du Tour de la Martinique
- 2006
  - 2e du Bermuda Grand Prix
- 2007
  - 1rea étape du Tour des Bahamas (contre-la-montre)
  - Univest Grand Prix
  - 2e du Tour des Bahamas
  - 2e du Tour du Missouri
- 2009
  - 1re étape du Tour du Qatar (contre-la-montre par équipes)

### Résultats sur les grands tours

#### Tour de France
1 participation 
- 2008 : 133e

### Classements mondiaux
| Année            | 2005 | 2006  | 2007 | 2008 |
| ---------------- | ---- | ----- | ---- | ---- |
| UCI America Tour |      | 289e  | 19e  |      |
| UCI Europe Tour  | 362e | 1162e | 571e | 974e |

### Palmarès sur piste

#### Championnats nationaux
- 2005
  - 3e du championnat des États-Unis de poursuite par équipes
- 2006
  -  Champion des États-Unis de poursuite par équipes (avec Michael Creed, Michael Friedman et Charles Bradley Huff)

### Palmarès en cyclo-cross
- 1998-1999
  - 2e du championnat des États-Unis de cyclo-cross juniors
  - 5e du championnat du monde de cyclo-cross juniors